# 德扬·萨里奇
德扬·萨里奇（Dejan Saric，1973年7月4日—），是一名已经退役的塞尔维亚籍足球运动员，曾经在中国甲A联赛和甲级联赛三支不同球队效力。
2000年，上海申花由于主力前锋佐兰·兰科维奇遭到禁赛，紧急向青岛海牛租借了当时与主教练发生矛盾的萨里奇。出人意料的是，在青岛发挥不佳的萨里奇在申花却攻入了10个联赛入球，成为一时媒体关于外援水平和使用问题讨论的焦点。
2004年9月后，萨里奇曾返回中国效力于甲级联赛厦门蓝狮，赛季结束后未续约。